# Camellia fascicularis
Camellia fascicularis är en tvåhjärtbladig växtart som beskrevs av Hung T. Chang. Camellia fascicularis ingår i släktet Camellia och familjen Theaceae. Inga underarter finns listade i Catalogue of Life.